# Augrabies-vízesés
Az Augrabies-vízesés az Oranje folyón, Dél-Afrikában, az Augrabies Nemzeti Parkon belül található. Magassága 56 méter. A vízesés környékén lakó koikoik eredetileg Ankoerebis vagyis a „hely nagy hangokkal” nevezték. A később idetelepedő búrok ennek alapján nevezték el.
Egy 1988-as mérés alapján másodpercenként 7800 m³ víz zúdult le a vízesésen,  egyszer, 2006-ban pedig 6800 m³.
Az Augrabies-vízesésnél található szurdok 18 km hosszú, legnagyobb mélysége 240 méter.

## Fordítás
Ez a szócikk részben vagy egészben  az   Augrabies Falls című angol Wikipédia-szócikk ezen változatának fordításán alapul.  Az eredeti cikk szerkesztőit annak laptörténete sorolja fel. Ez a jelzés csupán a megfogalmazás eredetét és a szerzői jogokat jelzi, nem szolgál a cikkben szereplő információk forrásmegjelöléseként.